# Frances Anne Spencer-Churchill, Duquesa de Marlborough
Frances Anne Spencer-Churchill, Duquesa de Marlborough VA (nascida Frances Anne Emily Vane; 15 de abril de 1822 - 16 de abril de 1899) foi a esposa de John Spencer-Churchill, 7.º Duque de Marlborough. Um de seus filhos, Lorde Randolph Churchill era o pai do premiê Winston Churchill. Ela tinha 11 filhos, e sua casa principal foi o Palácio de Blenheim.

## Família
Lady Frances nasceu em Londres, a filha mais velha de Charles William Vane, 3.º Marquês de Londonderry e da Lady Frances Anne Vane-Tempest. Seu padrinho era Arthur Wellesley, 1.º Duque de Wellington. Ela tinha três irmãos, incluindo George Vane-Tempest, 5.º Marquês de Londonderry, e duas irmãs mais novas. Ela tinha um meio-irmão mais velho Frederick Stewart, 4.º Marquês de Londonderry, pelo primeiro casamento de seu pai com Lady Catherine Bligh.
No dia 12 de julho de 1843, em Londres, lady Frances casou-se com John Spencer-Churchill, Marquês de Blandford. Eles tiveram onze filhos:
- George Charles Spencer-Churchill, 8.º Duque de Marlborough (1844–1892)
- Frederick John Winston Spencer-Churchill (1846–1850), morreu jovem.
- Cornelia Henrietta Maria Spencer-Churchill (1847–1927)
- Rosamond Jane Frances Spencer-Churchill (m. 1920)
- Lorde Randolph Churchill (1849–1895)
- Fanny Octavia Louise Spencer-Churchill (1853–1904)
- Anne Emily Spencer-Churchill (1854–1923)
- Charles Ashley Spencer-Churchill (1856–1858), morreu jovem.
- Augustus Robert Spencer-Churchill (1858–1859), morreu jovem.
- Georgiana Elizabeth Spencer-Churchill]] (1860–1906)
- Sarah Isabella Augusta Spencer-Churchill (m. 1929)

Frances morreu em Blenheim em 16 de abril de 1899, um dia após seu aniversário de 77 anos, tendo sobrevivido a cinco de seus onze filhos. Ela foi enterrada em 21 de abril de 1899.